# JNR classe ED75
La classe ED75 est un type de locomotive électrique aux services de passagers et de fret au Japon depuis 1963. C'est une locomotive CA à quatre essieux d'entraînement individuel.